# Pinch hitter

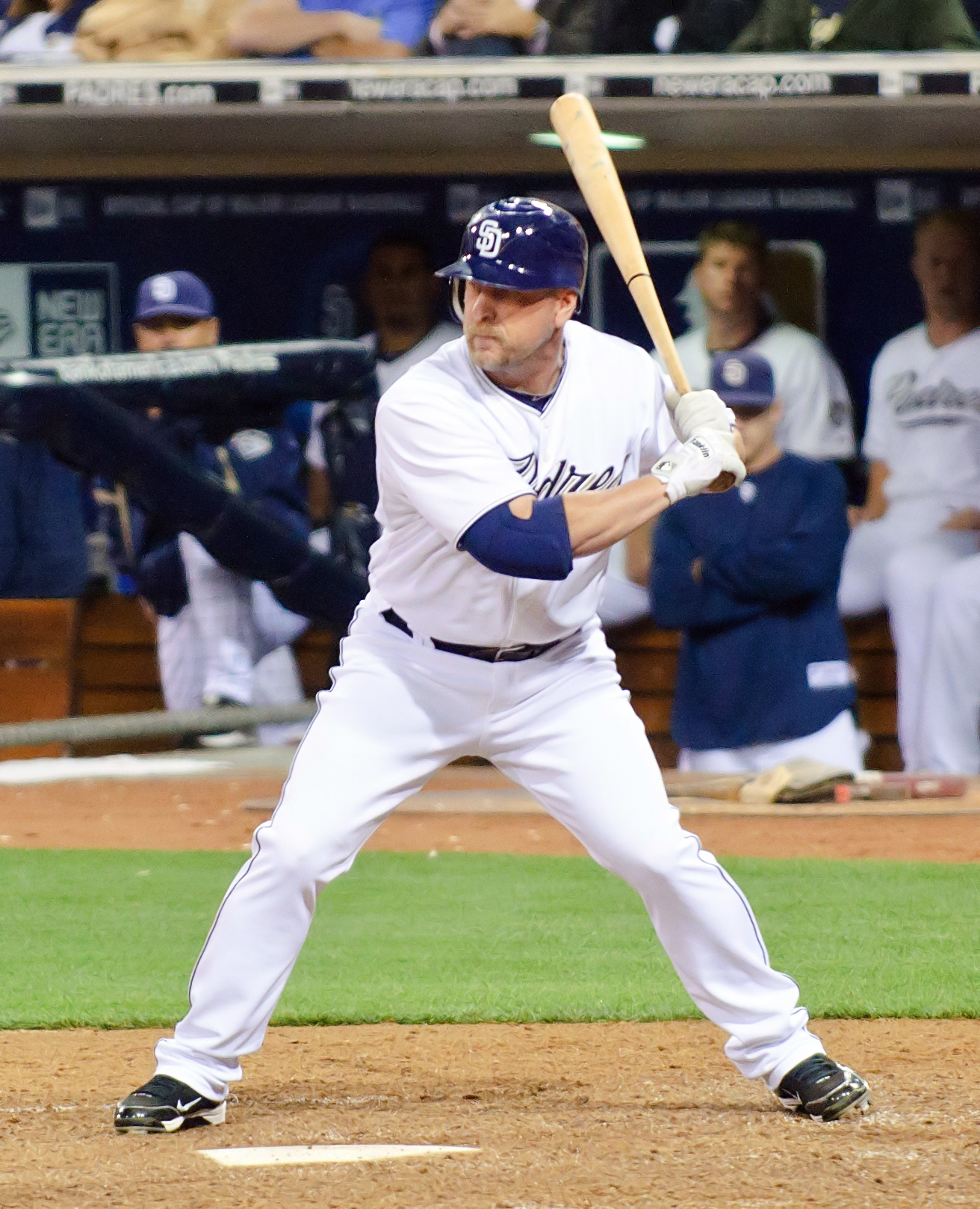
Matt Stairs (tu w barwach San Diego Padres) jest rekordzistą MLB w liczbie home runów (23) zdobytych jako pinch hitter

Pinch hitter (PH, ph) – w baseballu: zawodnik rezerwowy wchodzący do gry za pałkarza (ang. hitter), na którego właśnie przypada kolej odbijania lub który jest w trakcie odbijania, tzn. wykonał już przynajmniej jedną próbę odbicia. Pinch hitter na liście odbijających przejmuje miejsce gracza zastępowanego.
Zawodnik zastępowany nie ma prawa wrócić do gry, a pinch hitter może zostać zastąpiony w każdej chwili (podczas tej samej lub kolejnej serii odbić) przez następnego pinch hittera.
Pinch hitter jest terminem umownym, niezwiązanym z regułami gry. Stosowany jest w relacjach meczowych i podsumowaniach statystycznych. Jednym ze znaczeń słowa pinch w języku polskim jest "nagły przypadek" lub "krytyczna sytuacja", dlatego pinch hitter jest zawsze związany z niezwłocznością podjęcia akcji. Pałkarz jest pinch jedynie przy pierwszym pojawieniu się na boisku, zastępując słabszego zawodnika, którym jest najczęściej miotacz bądź pałkarz będący bez formy lub nieradzący sobie z konkretnym miotaczem drużyny przeciwnej. Jeśli "pałkarz-ratownik" pozostanie w grze na dłużej, jego dalsze zagrania (np. kilka zmian później) nie będą wliczane do statystyk pinch hittera.
Jednym z najbardziej spektakularnych występów pinch hittera jest pierwszy mecz finału MLB z 1988 roku. Los Angeles Dodgers, mający na końcie dwa outy oraz jednego biegacza na pierwszej bazie, przegrywali w drugiej połowie ostatniej zmiany z Oakland Athletics 3-4, gdy do odbicia podszedł Kirk Gibson, pinch hitter zastępujący miotacza Alejandro Peñę. Po dwóch strike'ach i trzech ballach, Gibson odbił piłkę poza boisko, zdobywając home runa i zapewniając Los Angeles wygraną 5-4. Dodgers ostatecznie zdobyli mistrzostwo ligi, wygrywając całą serię 4-1, a dla kontuzjowanego Gibsona był to jedyny pobyt na boisku w całym finale.
Podobnym wyrażeniem, ale dotyczącym biegacza, jest pinch runner.